# سوکا، سایتاما
سوکا در استان سایتاما در کشور ژاپن  واقع شده‌است  که دارای جمعیت ۲۳۷٬۹۶۴ نفر و مساحت ۲۷٫۴۲ کیلومتر مربع با تراکم جمعیت ۸٬۶۷۸  نفر در کیلومترمربع است و در تاریخ ۱ نوامبر ۱۹۵۸ به عنوان شهر شناخته شد.